# Lekë Matrënga
Lekë Matrënga vagy olaszul Luca Matranga (Szicíliai Királyság, Piana degli Albanesi, 1567 – 1619. május 6.) itáliai albán egyházi író. A második albán nyelvű könyv szerzője.
Életéről csak annyit tudunk, hogy szülőfalujában az arberes közösség ortodox papja volt. A második albán nyelven kiadott mű, az 1592-ben Rómában megjelent E mbsuame e krështerë (’Keresztény tanítások’) című 28 oldalas katekizmusfordítás fűződik a nevéhez. Ma mindössze két példánya ismert. A könyvecskében az olasz nyelvű bevezető és az albán nyelvű (toszk nyelvjárású) katekizmus mellett helyet kapott egy nyolcsoros vallásos költemény is. Ezt tartják számon az első albán nyelvű verses műként.

## Művei
- La „Dottrina cristiana” albanese di Luca Matranga. Red. Matteo Sciambra. Città del Vaticano: Biblioteca Apostolica Vaticana. 1964.